# Mutterpflanze

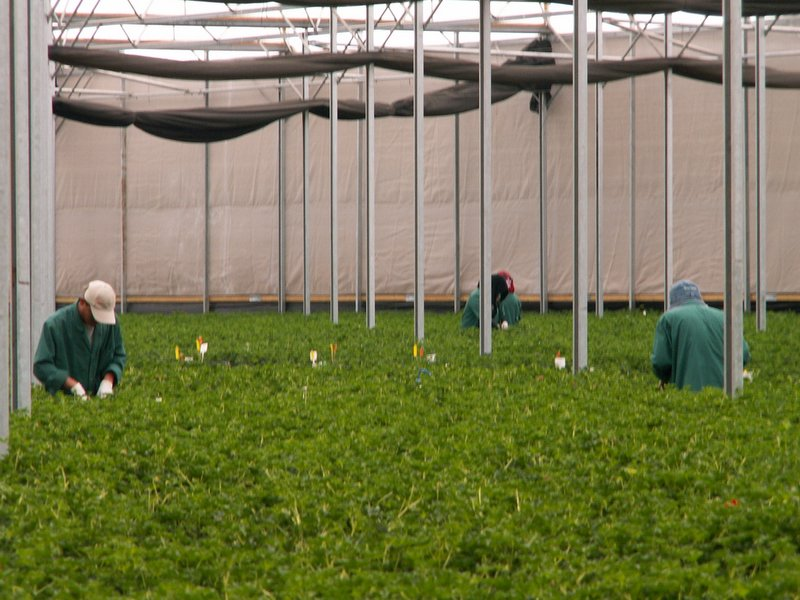
Mutterpflanzenbestand in Israel zur Ernte von Pelargonienstecklingen, Sorte Decora

Als Mutterpflanzen werden im Gartenbau kultivierte Pflanzen bezeichnet, die hinsichtlich ihrer Sortenechtheit und ihres pflanzenhygienischen Status zur Massenvermehrung dienen. Mutterpflanzen, oft auch als Elitepflanzen bezeichnet, kommen vor allem im Zierpflanzenbau bei Beet- und Balkonpflanzensorten vor. Die Erzeugung und Inkulturhaltung von Mutterpflanzenkulturen stellt den Gärtner vor besondere Aufgaben.

## Anforderungen an Mutterpflanzen: Pathogenfreiheit
Mutterpflanzen einer Kultursorte müssen pathogenfrei sein. Dies schließt tierische Schädlinge, Pilzerkrankungen und vor allem Bakteriosen und Virosen mit ein. Oftmals werden zukünftige Mutterpflanzen bereits in der In-vitro-Phase mit Hilfe verschiedener Testverfahren wie  Enzyme-linked Immunosorbent Assay (ELISA) oder Polymerase-Kettenreaktion (PCR) selektiert. Nur befallsfreies Pflanzenmaterial kann für eine weitere Kultivierung als Mutterpflanze verwendet werden.

## Anforderungen an Mutterpflanzen: Sortenechtheit
Bei Lizenzsorten muss die Sortenechtheit im vegetativen und generativen Habitus gewährt sein. Das bedeutet, dass die Pflanze in ihren Wuchseigenschaften und bei den Blüten- oder Fruchtmerkmalen die sortentypischen Eigenschaften zeigen muss. Da Mutterpflanzen oft über Gewebekultur vermehrt werden, besteht hier die Gefahr einer auftretenden Somaklonalen Variation. Zur Testung der Sortenechtheit der so vermehrten Pflanzen werden diese nach der In-vitro-Phase in Erde überführt (ex vitro) und in einer weiteren Kulturphase entsprechend geprüft. Nur sortenechtes Material wird im weiteren Kulturverlauf als Mutterpflanze kultiviert.

## Verwendung und Produktionsstandorte
Mutterpflanzen sind das Ausgangsmaterial, von dem Stecklinge, Steckhölzer sowie Edelreiser gewonnen werden. Diese werden an Produktionsbetriebe im Gartenbau zur dortigen Weiterkultivierung zur Halbfertigware oder verkaufsfertigen Ware verkauft.
In der Regel baut man Mutterpflanzenkultur im Sommer oder Herbst vor der Stecklingsernte, die während der Wintermonate stattfindet, auf. Bis dahin sollen die Mutterpflanzen reich verzweigt und ausreichend groß sein, damit in kurzer Zeit viele Stecklinge geerntet werden können.
Mutterpflanzen für die vegetative Massenvermehrung stehen heute fast ausschließlich nur noch in strahlungsreichen südlichen Klimaten, in Gebieten mit niedrigen Lohnkosten, um einen ausgereiften und preisgünstigen Steckling zu erzeugen. Hohe Energie- und Lohnkosten verhindern, dass diese Phase der Wertschöpfung in Mitteleuropa stattfinden kann. 
Bei der generativen Vermehrung heißt das Äquivalent der Mutterpflanze Samenträger.